# Saurauia bullosa
Saurauia bullosa là một loài thực vật có hoa trong họ Dương đào. Loài này được Wawra miêu tả khoa học đầu tiên năm 1886.